# South Canberra

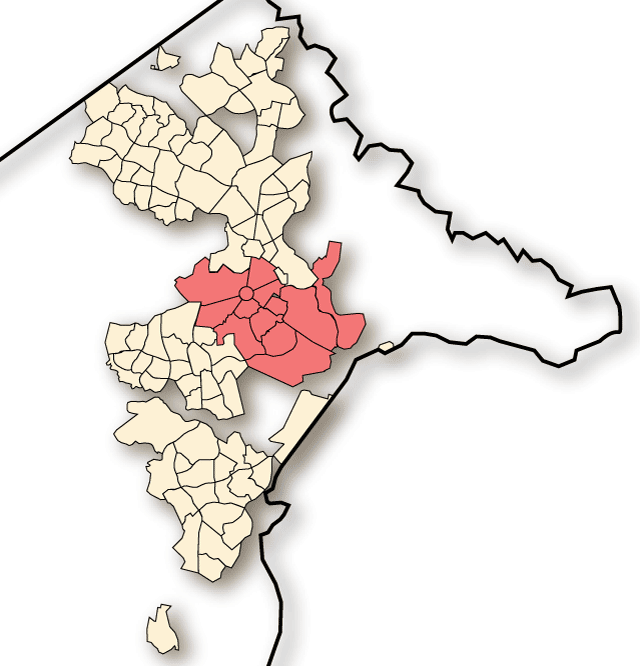
Lage von South Canberra

South Canberra, auch als Inner South bezeichnet, ist ein Stadtbezirk von Canberra, der Hauptstadt Australiens. Er ist 86,4 km² groß und umfasst 13 Stadtteile mit insgesamt 23.536 Einwohnern (2003). Der Bezirk liegt am Südufer des Lake Burley Griffin; er gehört zum ältesten Teil von Canberra überhaupt und wurde weitgehend in Übereinstimmung mit den Plänen von Walter Burley Griffin gebaut. Fast alle Stadtteile entstanden zwischen 1922 und 1928, Ausnahme ist Narrabundah (1947).

## Sehenswürdigkeiten
- Parliament House (neues Parlament) auf dem Capital Hill
- Old Parliament House (altes Parlament), heute ein Kunstmuseum
- Der Stadtteil Parkes liegt innerhalb des Parliamentary Triangle
- Government House, offizielle Residenz des Generalgouverneurs
- The Lodge, offizielle Residenz des Premierministers

## Stadtteile
| - Barton - Capital Hill - Deakin - Forrest - Fyshwick | - Griffith - Kingston - Narrabundah - Parkes | - Pialligo - Red Hill - Symonston - Yarralumla |